# Annobón
Annobón (špa. Año Bueno, lokalni nazivi: Pagalu ili Pigalu) je otok u sastavu Ekvatorske Gvineje. Otok se nalazi u južnom Atlantiku, oko 350 km zapadno od Gabona i 180 km, jugozapadno od otoka Sveti Toma. Dugačak je 6,4 km te širok 3,2 km, s površinom od oko 17,5 km². Ima stanovništvo od oko 5000 ljudi. Otočna glavna industrija su ribolov i drvosječa.

## Zemljopis
Annobón je ugašeni vulkan od kojeg se samo 598 m visok vrh Quioveo uzdiže iznad razine mora. Odlikuje se nizom bujnih dolina i strmim planinama, prekrivenim bogatim šumama i bujnim raslinjem. Ona ima središnje kratersko jezero zvano Lago A Pot. Određen broj sitnih stjenovitih otočića leži izvan glavnog otoka, uključujući Santarém na jugu.
Otok predstavlja pokrajinu Annobón, jedna od provincija Ekvatorijalne Gvineje. Glavni grad je sjeverno selo San Antonio de Palé, dok je drugo glavno naselje je sličnog imena San Antonio. Sidrište je relativno sigurno, a neki brodovi u prolazu to iskorištavaju za opskrbu vodom i svježima namirnicama od kojih Annobón nudi obilje. Međutim, ne postoji redovita brodarska usluga s ostatkom Ekvatorijalne Gvineje. Annobón se često opisuje kao "dio Gvinejskog zaljeva", kao i susjedni otoci Sveti Toma i Princip, ali granična linija Gvinejskog zaljeva prema Međunarodnoj hidrografskoj organizaciji (IHO) zapravo je smještena sjeverno od njega.

## Biljni i životinjski svijet
Izvorno, ovaj mali ekvatorski otok 335 km od gabonske obale bio je nenaseljen i velike biološke raznolikosti. Kolonizacijom, otočani su koristili splavi ili "Cayucos" (brodove poput kanua), i lovili grbave i druge kitove s harpunima u blizini otoka.
Danas Ojo Blanco (lokalna bjelooka ptica, Zosterops griseovirescens) i Monarca del Paraiso de Annobon (Annobonska rajska muharica, Terpsiphone smithii- iz porodice vrapčarki) su endemski passeri (ptice pjevice), kao što je golub na otoku svetoga Tome ili Malherbiju (Columba malherbii). Postoji 29 vrsta ptica na otoku, kao i dvije vrste šišmiša (1 endemska); gmazovi (5 vrsta su endemi): 1 zmija, 3 macaklina, 2 scincid guštera (iz porodice "Scincidae "), tri morske kornjače. Ima 18 vrsta riječnih riba od kojih je 1 endemska. Tu su i komarci, škorpioni i ogromne stonoge (porodica centipedes). Uvezene domaće životinje su: riba, biserka, štakori, psi i mačke. Otok nema autohtonih sisavaca predatora. Morski psi se nalaze u okolnom moru.
Postoji 208 vrsta vaskularnih biljaka (tracheophytes, od kojih su 15% endemi), uključujući baobab, ceibu (koristi se za izgradnju plovila), fikus, paprati i stabla paprati, mahovine i velike mahovine.

## Jezik
Otočni glavni jezik je annobonski jezik (Fa D'ambu), portugalski kreol. Španjolski, službeni jezik države, također je naširoko rasprostranjen, posebice kod školske djece i onih koji rade u turizmu. Španjolski je također drugi jezik većine stanovništva.

## Povijest
Otok su otkrili Portugalci 1. siječnja 1473., a njegovo ime (anno bom = dobra godina) dolazi iz njegovog otkrića na novogodišnji blagdan. Otok je po svemu sudeći bio nenastanjen do kolonizacije Portugalaca iz 1474., prije svega Afrikancima iz Angole preko otoka Sveti Toma. Otok je prešao u španjolsko vlasništvo Ugovorom iz El Parda (1778.), zajedno s Fernandom Poom (sada Bioko) i Gvineji obale između Nigera i Ogooué kao dio razmjene kojom je Portugal dobio španjolsko priznanje svoje aneksije teritorija u Brazilu izvan linije Ugovora iz Tordesillasa. Tako formirana španjolska kolonija na kraju će biti poznata kao Španjolska Gvineja.
Otočna populacija se protivi dogovoru i neprijateljski se odnosi prema Španjolcima. Otočani su se pobunili protiv svojih novih gospodara. Zbog tog stanja anarhije koje je uslijedio, nastao je, kako se navodi, dogovor kojim je otokom upravljalo tijelo od pet domorodaca. U drugoj polovici 19. stoljeća ponovno je uspostavljena španjolska vlast. Otok nakratko postaje dio Elobey, Annobon i Corisco kolonije do 1909.
Godine 1968., Španjolska Gvineja, uključujući otok Annobón, postigla je neovisnost od Španjolske kao država Ekvatorijalna Gvineja. Tijekom posljednjih godina vladavine Francisca Macíasa Ngueme, prvog predsjednika Ekvatorijalne Gvineje, otok se nazivao Pigalu ili Pagalu (od portugalskog papagaio, što znači "papiga"). Danas je španjolski službeni jezik na otoku. Otočni su stanovnici miješavina potomaka Portugalaca, Španjolaca, i Angolaca. Ipak, raniji anti-španjolski sentiment, u kombinaciji s izolacijom od kopna Ekvatorijalne Gvineje i blizina Svetog Tome i Principa, koji je samo 175 km od otoka, pomogli su očuvati otočne kulturne veze s Portugalom.

## Zalihe nafte
Annobón je od strateške važnosti za Ekvatorsku Gvineju jer zemlja kroz svoje vlasništvo nad ovim otokom potražuje opsežni pomorski teritoriji na jugu svog susjeda, Svetog Tome i Príncipa (koji je sam nalazi na jugu glavne kopnene mase Ekvatorske Gvineje). Iskorištavanje nafte u Gvinejskom zaljevu predstavlja više od 80 % gospodarstva Ekvatorske Gvineje, iako se predviđa da će te zalihe prema nekim izvorima presušiti prije 2020. Iako se bušenje trenutno ne odvija na Sv. Tomi, procjenjuje se kako je 34 milijarde barela (5,4 × 109 m3) nafte u krugu njegovih morskih granica. Ekvatorijalna Gvineja potražuje pravo na istraživanje i proizvodnju ugljikovodika u velikom području mora oko Annobóna. Annobón koje se proteže od 1° sjeverne zemljopisne širine do gotovo 5° južne zemljopisne širine, te od 2° do 7° istočne zemljopisne dužine. To je područje veće od cijelog kopna i mora ostatka Ekvatorske Gvineje.

## Odlaganje otpada
Njemačke novine Der Spiegel objavile su 28. kolovoza 2006. da je Vlada Ekvatorijalne Gvineje prodala dozvole tvrtkama iz Velike Britanije i SAD-a za zakopavanje 10 milijuna tona otrovnog i 7 milijuna tona radioaktivnog otpada na ovom otoku. Teodoro Obiang Nguema Mbasogo, predsjednik Ekvatorijalne Gvineje, navodno prima od SAD-a 200 milijuna dolara godišnje za obnavljanje dozvola, dok otočno stanovništvo živi u ekstremnom siromaštvu. Izvješće je također pokazalo dokaze da je cijeli otočni eko-sustav je u opasnosti od kolapsa zbog odlaganja golemih količina otpada.

## Vanjske poveznice
|  | Zajednički poslužitelj ima još gradiva o temi Annobón |